# Списак друштвено-политичких радника СР Македоније
Списак истакнутих друштвено-политичких радника СР Македоније садржи списак личности које су обаљале државне и партијске фунцкије у Социјалистичкој Републици Македоније и Савезу комуниста Македоније, односно били — чланови Председништва СР Македоније, чланови Председништва ЦК СК Македоније, чланови Централног комитета СК Македоније, чланови Извршног већа Собрања СР Македоније, посланици СобрањаСР Македоније, чланови Савета Републике Македоније, чланови Републичке конференције Социјалистичког савеза радног народа Македоније, Републичког одбора Савеза удружења бораца Народноослободилачког рата Македоније, чланови Републичке конференција Савеза социјалистичке омладине Македоније, чланови Републичког већа Савеза синдиката Македоније, председници Скупштине града Скопља, председници Председништва Градског комитета Савеза комуниста Скопља и др.
1. Неџат Аголи (1914—1949)
2. Стојан Андов (1935—2004)
3. Александар Андоновски (1936—2005)
4. Методи Антов (1924—1996)
5. Ванчо Апостолски
6. Трајко Апостолски
7. Љупчо Арнаудовски (1931—)
8. Ангел Арсов (1920—)
9. Љупчо Арсов
10. Вера Ацева
11. Ристо Бајалски (1916—1999)
12. Никола Бакулевски (1928—2002)
13. Златко Биљановски
14. Јездимир Богдански
15. Ксенте Богоев
16. Живко Брајковски (1917—1963)
17. Филип Брајковски (1924—2001)
18. Томе Буклески
19. Мирко Буневски (1928—)
20. Љубомир Варошлија
21. Димитар Влахов
22. Славка Георгиева
23. Кирил Георгиевски (1910—1986)
24. Васил Георгов (1910—1968)
25. Надежда Герасимовска (1934—2023)
26. Страхил Гигов
27. Киро Глигоров
28. Глигорије Гоговски
29. Петар Гошев
30. Васил Гривчев (1922—1996)
31. Александар Грличков
32. Трајче Грујоски (1921—2016)
33. Васка Дуганова (1922—1996)
34. Бећир Жута (1935—2010)
35. Драган Захариевски
36. Методија Зврцинов (1929—)
37. Петар Здравковски (1912—1967)
38. Адем Зулфићари (1926—)
39. Фахри Каја (1930—1920)
40. Владо Камбовски (1948—)
41. Аспарух Каневче (1916—)
42. Иван Катарџиев (1926—2018)
43. Срђан Керим (1948—)
44. Димче Козаров (1932—)
45. Џафер Кодра (1923—1995)
46. Лазар Колишевски
47. Мети Крлиу (1932—)
48. Јаков Лазароски
49. Ката Лахтова
50. Владо Малески
51. Веселинка Малинска
52. Љиљана Манева (1917—2012)
53. Крсте Марковски
54. Матеја Матевски
55. Славко Милосавлевски (1928—2012)
56. Десанка Миљовска (1918—2013)
57. Кирил Миљовски (1912—1983)
58. Никола Минчев
59. Владимир Митков (1931—2024)
60. Осман Мифтари (1915—2000)
61. Мито Мицајаков (1923—1997)
62. Станко Младеновски
63. Лазар Мојсов
64. Феми Муча (1930—)
65. Наум Наумовски
66. Мара Нацева
67. Димитар Несторов
68. Милан Панчевски
69. Кирил Петрушев (1895—1980)
70. Благоје Попов
71. Анте Поповски (1931—2003)
72. Киро Поповски (1942—1995)
73. Елисије Поповски
74. Душан Поповски (1930—1998)
75. Хисен Рамадани (1933—2012)
76. Мориц Романо
77. Наџи Салих (1920—1975)
78. Кемал Сејфула
79. Асен Симитчиев (1916—)
80. Видоје Смилевски
81. Борис Спиров
82. Драгољуб Ставрев
83. Вулнет Старова
84. Бошко Станковски
85. Методија Стефановски (1926—2019)
86. Димитар Стојанов
87. Стојан Стојчевски (1931—)
88. Милка Такева Григоријевић (1935—2017)
89. Благоје Талески
90. Камуран Тахир (1925—2011)
91. Борко Темелковски
92. Југослав Тодоровски (1938—2024)
93. Васил Тупурковски
94. Никола Узунов (1930—2010)
95. Цветко Узуновски
96. Благоја Фотев
97. Мито Хаџивасилев
98. Ђорђи Цаца (1920—2006)
99. Крсте Црвенковски
100. Љиљана Чаловска
101. Боро Чаушев
102. Ангел Чемерски
103. Даре Џамбаз (1911—1981)
104. Ристо Џунов
105. Ресул Шакири (1931—)
106. Митра Шаровска (1931—)